# Maria Patek
Maria Patek (Felső-Stájerország, 1958. július 13. –) Ausztria környezetvédelmi, mezőgazdasági és turizmusügyi minisztere volt.

## Élete
1983-tól a mezőgazdasági és erdészeti minisztériumban dolgozott. 
2016-től vízügyi majd erdészeti és fenntarthatósági osztályvezető (Sektionchef) volt.

## Fordítás
Ez a szócikk részben vagy egészben  a   Maria Patek című német Wikipédia-szócikk ezen változatának fordításán alapul.  Az eredeti cikk szerkesztőit annak laptörténete sorolja fel. Ez a jelzés csupán a megfogalmazás eredetét és a szerzői jogokat jelzi, nem szolgál a cikkben szereplő információk forrásmegjelöléseként.